# Agatha (Smurfen)
Agatha, in andere talen en de strips Hogatha genoemd, is een heks die voorkomt in de tekenfilms en stripverhalen van De Smurfen. Ze komt ook voor in enkele stripverhalen buiten de reguliere stripreeks.
Agatha is dik, kaal en draagt een pruik. Ze draagt meestal een wijde paarse jurk. Haar droom is ooit mooi te worden. Agatha probeert net als Gargamel de Smurfen te vangen; hiervoor werken ze soms samen, alhoewel ze elkaar niet echt mogen. 
Haar Nederlandse stem werd ingesproken door Corry van der Linden.